# پیترو زوپاس
پیترو زوپاس (ایتالیایی: Pietro Zoppas؛ زادهٔ ۲۷ آوریل ۱۹۳۴) دوچرخه‌سوار اهل ایتالیا بود.